# Trận Massawa (1977)
Trận Massawa (còn được gọi là Trận chiến đầu tiên của Massawa) diễn ra từ năm 1977 đến 1978 tại và xung quanh thành phố ven biển Massawa ở Eritrea. Cảng Massawa bị bao vây bởi Mặt trận Giải phóng Nhân dân Eritrea (EPLF) chống lại các lực lượng bảo vệ của Ethiopia, và là một trong hai trận chiến trong và xung quanh thành phố cảng này.

## Trận chiến
Vào ngày 23 tháng 12 năm 1977, EPLF bắt đầu một cuộc đình công thông qua một cánh đồng mở về phía các ngôi làng ven biển và cảng muối. Các tàu chiến Liên Xô bắt đầu bao vây các phần do EPLF nắm giữ trong thị trấn để ngăn chặn sự chiếm đóng của EPLF, đặc biệt là các khu vựcn nằm ở trung tâm thành phố. Chiến thắng của người Ethiopia được cho là do sự can thiệp của Liên Xô thay mặt cho Ethiopia. Thất bại này đã dẫn đến một cuộc rút tiền, được đặt tên là cuộc rút tiền chiến lược, vào Sahel, đỉnh núi chiến lược do EPLF nắm giữ xung quanh thị trấn Nakfa. Trận chiến này cũng là khởi đầu cho sự tham gia trực tiếp của Liên Xô vào Chiến tranh Độc lập Eritrea, và sự can thiệp sẽ tiếp tục trong các trận chiến khác.